# Maria Madalena da Áustria
Maria Madalena de Habsburgo (em alemão: Maria Magdalena von Österreich; Graz, 7 de outubro de 1589 — Pádua, 1 de novembro de 1631) foi grã-duquesa da Toscana e esposa do grão-duque Cosme II de Médici.

## Biografia
Era filha de Carlos II, arquiduque da Áustria, e de Maria Ana da Baviera.
O matrimônio com o grão-Duque realizou-se em 1608. Depois da morte prematura de seu esposo em 1621, dedicou-se, junto com a sua sogra, Cristina de Lorena, à educação de seus filhos, em particular do futuro grão-Duque, Fernando II de Médici. Obteve como herança o governo da cidade de San Miniato até à sua morte, não tendo tido descanso até que essa pequena cidade fosse convertida em diocese.
Interessou-se pela ciência e procurou dar a seus filhos a melhor educação, elegendo como preceptores alguns cientistas discípulos de Galileu Galilei.

## Descendência
De seu casamento com o grão-Duque, teve oito filhos:
- Maria Cristina de Médici (1609-1632), nascida com problemas físicos e mentais, foi reclusa ao convento das monjas de San Esteban, mas não vestiu o habito.
- Fernando II de Médici (1610 -1670). grão-Duque de Toscana., casou com Vitória Della Rovere.
- João Carlos de Médici (1611-1663), nomeado cardeal em 1644.
- Margarida de Médici (1612-1679), casou com Eduardo I Farnésio, Duque de Parma.
- Matias de Médici (1613-1667), militar, Governador de Siena, combateu na Guerra dos Trinta Anos.
- Francisco de Médici (1614-|1634).
- Ana de Médici (1616-1676), casou com Fernando Carlos de Habsburgo, arquiduque da Áustria.
- Leopoldo de Médici (1617-1675), nomeado cardeal em 1667